# Madaya, Syria
Madaya (tiếng Ả Rập: مضايا) là một thị trấn miền núi nhỏ ở Syria, nằm ở độ cao khoảng 1.300 mét (4.300 ft). Nó nằm khoảng 40 kilômét (25 mi) về phía tây bắc của Damascus trong Tỉnh bang Dimashq và là nơi có Hồ Barada, mặc dù đây phải là một tài liệu tham khảo ẩn dụ vì dường như không có hồ nào ở gần đó.   Theo người dân địa phương trong khu vực Hồ Barada từng lớn hơn nhưng do ô nhiễm và nguyên nhân công nghiệp, nó đã bị thu hẹp. Madaya thường có tuyết rơi trong những tháng mùa đông, đặc biệt là vào tháng 1 và tháng 2.    Theo Cục Thống kê Trung ương Syria (CBS), Madaya có dân số 9.371 trong cuộc điều tra dân số năm 2004. Cư dân của nó chủ yếu là người Hồi giáo Sunni. Madaya là nơi có một thị trường bất hợp pháp lớn với các thương hiệu nước ngoài được buôn lậu từ Chtaura của Liban, gần khu vực này.

## Lịch sử

### Nội chiến Syria
Kể từ tháng 7 năm 2015, thị trấn đã bị bao vây bởi sự kết hợp giữa các lực lượng Syria trung thành với Tổng thống Syria Bashar al-Assad và dân quân Lebanon đồng minh Hezbollah. Vào tháng 12 năm 2015, các bác sĩ không biên giới báo cáo rằng 23 người đã chết vì đói  sau khi phong tỏa hoàn toàn ngăn chặn bất kỳ thực phẩm hoặc viện trợ nhân đạo nào được đưa vào kể từ ngày 18 tháng 10. Tổng thư ký Liên Hợp Quốc Ban Ki-Moon bày tỏ sự báo động về tình hình ở Madaya  cũng như tại các khu vực bị bao vây khác ở Syria, và cảnh báo rằng việc sử dụng đói làm vũ khí trong cuộc xung đột là tội ác chiến tranh.
Vào ngày 7 tháng 1 năm 2016, Văn phòng Điều phối các vấn đề nhân đạo của Liên hợp quốc đã ban hành một tuyên bố  kêu gọi truy cập không bị cản trở để cung cấp hỗ trợ khẩn cấp cho Madaya, Al-Fu'ah và Kafriya. Giữa các cuộc gọi từ các quan chức Liên Hợp Quốc  và hàng chục tổ chức nhân đạo  để can thiệp, Liên Hợp Quốc đã đàm phán một thỏa thuận giữa chính phủ Syria và phiến quân đang giữ thị trấn để cho phép cung cấp viện trợ nhân đạo, được thực hiện vào ngày 11 Tháng 1 năm 2016.
Vào ngày 14 tháng 4 năm 2017, thỏa thuận ngừng bắn Zabadani 2015 đã được thực hiện và 60 xe buýt đã vận chuyển 2.350 người, bao gồm 400 phiến quân, từ Madaya và Zabadani đến Idlib..